# وولف سينجر
وولف سينجر (بالألمانية: Wolf Singer)‏ هو عالم نفس وبروفيسور ألماني، ولد في 9 مارس 1943 في ميونخ في ألمانيا.

## وصلات خارجية
- وولف سينجر على موقع مونزينجر (الألمانية)
- وولف سينجر على موقع ديسكوغز (الإنجليزية)